# Universidad Católica de Mozambique
La Universidad católica de Mozambique (en portugués: Universidade Católica de Moçambique) es una universidad en el país africano de Mozambique.
La universidad fue fundada el 10 de agosto de 1996 por la Conferencia de Obispos de Mozambique. En ese momento, la educación superior en Mozambique solo estaba disponible en la capital, Maputo. La universidad actualmente tiene oficinas en Beira, Chimoio, Cuamba, Nampula, Pemba, Quelimane y Tete. Uno de los propósitos era hacer la enseñanza superior accesible al centro y el norte de Mozambique. A partir de 2007, aproximadamente 3.270 estudiantes se matricularon en la universidad. El rector es el Prof. Dr. Padre Alberto Ferreira. 